# Krönungsstuhl

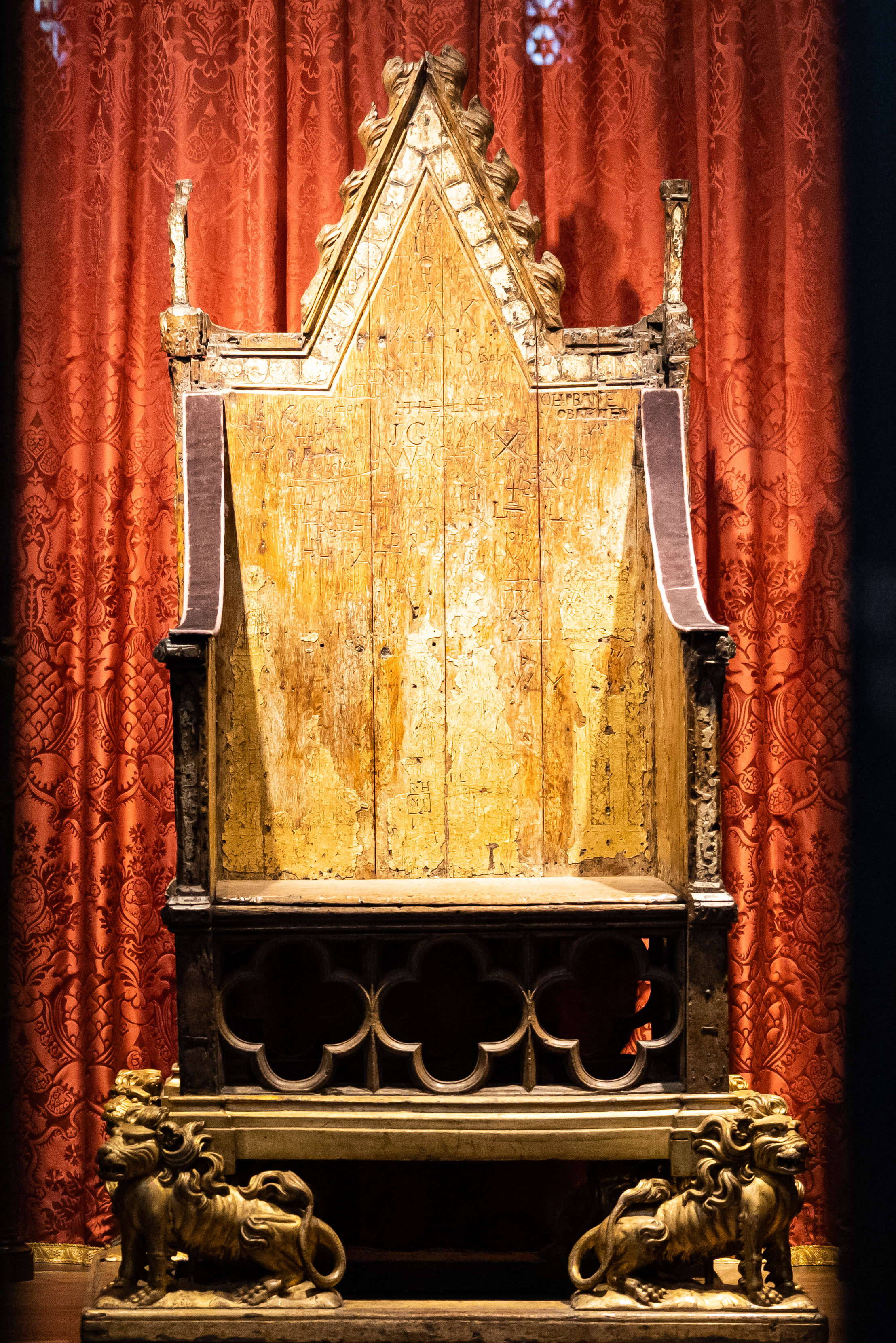
Der Krönungsstuhl 2023

Der Krönungsstuhl oder auch der Thron König Eduards, bekannt auch unter dem Namen St. Eduards Stuhl, ist der Thron, auf dem der jeweilige britische Monarch während seiner Krönung Platz nimmt. Er wurde 1296 von König Eduard I. in Auftrag gegeben, um darin den schottischen Krönungsstein (Stone of Scone) zu integrieren, den er als Kriegsbeute aus Scone Abbey nach England geschafft hatte. Der Stuhl wurde nach Eduard dem Bekenner benannt und stand in seinem Schrein in der St.-Eduard-Kapelle in der Westminster-Abbey.

## Geschichte
Seit 1308 wurden alle gesalbten Oberhäupter Englands (bis 1603) und Großbritanniens (nach der Vereinigung der Krone) auf diesem Thron gekrönt. Ausnahmen bildeten Maria I. (die auf einem vom Papst gestifteten Thron gekrönt wurde) und Maria II. (die auf einer Kopie des Stuhls gekrönt wurde). Das bisher letzte Mal wurde der Stuhl bei der Krönung von Charles III. 2023 verwendet.
Der mit einer hohen Rückenlehne im gotischen Stil und Armlehnen ausgestattete Stuhl wurde 1297 von einem Tischler, Master Walter, aus Eiche geschnitzt. Er bekam für seine Arbeit die recht hohe Summe von 100 Shillings. Vier Löwen bilden die Stuhlbeine; sie sind eine relativ neue Restaurierung, die 1727 vorgenommen wurde. Sie ersetzten damals ähnliche Löwen, die aus dem 16. Jahrhundert stammten. Unter der Sitzfläche befindet sich ein Hohlraum, der bis 1996 den Stone of Scone beinhaltete; er wurde an Schottland zurückgegeben, unter der Prämisse, ihn dort bei der nächsten Krönung wieder zu platzieren.
Der Thron war einst wohl reich bebildert und bemalt – man geht davon aus, dass er einst das Bild von Eduard dem Bekenner auf der Rückseite trug. Heute erscheint er in altem und gewöhnlichem Holz, das aus dem 18. und 19. Jahrhundert zudem Einritzungen vieler Besucher, Pilger und Chorknaben aufweist. 1914 wurde der Thron bei einem Bombenanschlag beschädigt, der von den Suffragetten ausgegangen sein soll.
In seiner 800-jährigen Geschichte wurde er nur dreimal aus der Westminster Abbey entfernt: das erste Mal, als Oliver Cromwell als Lord Protektor Englands eingeführt wurde; das zweite Mal während des Zweiten Weltkriegs, als er in die Kathedrale von Gloucester zur Evakuierung gebracht wurde. Als am Weihnachtstag 1950 vier schottische Studenten den Stone of Scone stahlen, wurde er zum bisher letzten Mal aus der Westminster Abbey entfernt. 
Im Jahr 1996 wurde der Stein offiziell an Schottland zurückgegeben und ist nun in Edinburgh Castle.
Heutzutage ist der Stuhl hoch gesichert und verlässt seinen Platz in der Nähe der Grabstätte von Heinrich V. nur, wenn es im Hauptschiff der Westminster Abbey zu einer Krönung kommt.